# Katkar
Katkar é uma vila no distrito de Thane, no estado indiano de Maharashtra.

## Demografia
Segundo o censo de 2001, Katkar tinha uma população de 6 108 habitantes. Os indivíduos do sexo masculino constituem 56% da população e os do sexo feminino 44%. Katkar tem uma taxa de literacia de 70%, superior à média nacional de 59,5%: a literacia no sexo masculino é de 78% e no sexo feminino é de 60%. Em Katkar, 23% da população está abaixo dos seis anos de idade.